# Jarratt (Virginie)
Pour les articles homonymes, voir Jarratt.
Jarratt est une petite ville située dans l’État américain de Virginie, dans le comté de Comté de Greensville.
La ville comptait 589 habitants lors du recensement de 2000.
Le centre correctionnel de Greensville (en), géré par le département des services correctionnels de Virginie se trouve à 2 km au sud-ouest de la ville.